# Reichsverteidigungskommissar
Das Amt des Reichsverteidigungskommissars wurde mit Ausbruch des Zweiten Weltkriegs auf Weisung von Adolf Hitler zum 1. September 1939 per Verordnung geschaffen. Es wurden ausschließlich Gauleiter mit dem neuen Amt betraut, wenn auch im Fall von Nürnberg nicht der örtlich zuständige, sondern ein anderer Gauleiter.

## Bestellung 1939
Den Reichsverteidigungskommissaren wurde die gesamte Zivilverteidigung übertragen. Jeder Reichsverteidigungskommissar war für einen der insgesamt 18 Wehrkreise zuständig. In enger Abstimmung mit den Wehrkreisbefehlshabern sollte der Reichsverteidigungskommissar eine einheitliche Leitung aller zivilen Verwaltungszweige gewährleisten. So besaßen sie die Kompetenz, allen Zivilbehörden in ihrem Wehrkreis Weisungen in Sachen der Reichsverteidigung zu erteilen. Sie trugen die Verantwortung für die Vorbereitung und den Einsatz des Luftschutzes oder waren für die Evakuierung der gefährdeten Gebiete zuständig. Die Reichsverteidigungskommissare unterstanden der Dienstaufsicht des Reichsministers des Innern und waren gleichzeitig Organe des Ministerrats für die Reichsverteidigung. Weisungsbefugt waren der Generalbevollmächtigte für die Reichsverwaltung und für die Wirtschaft sowie die Obersten Reichsbehörden.
Zum 1. September 1939 wurden folgende NSDAP-Gauleiter zu Reichsverteidigungskommissaren ernannt:
| Wehrkreis         | Reichsverteidigungskommissar                                   |
| ----------------- | -------------------------------------------------------------- |
| WK I Königsberg   | Erich Koch, Oberpräsident von Ostpreußen                       |
| WK II Stettin     | Franz Schwede, Oberpräsident von Pommern                       |
| WK III Berlin     | Emil Stürtz, Oberpräsident von Brandenburg                     |
| WK IV Dresden     | Martin Mutschmann, Reichsstatthalter von Sachsen               |
| WK V Stuttgart    | Wilhelm Murr, Reichsstatthalter von Württemberg                |
| WK VI Münster     | Josef Terboven, Oberpräsident der Rheinprovinz                 |
| WK VII München    | Adolf Wagner, bayerischer Innenminister                        |
| WK VIII Breslau   | Josef Wagner, Oberpräsident von Schlesien                      |
| WK IX Kassel      | Fritz Sauckel, Reichsstatthalter von Thüringen                 |
| WK X Hamburg      | Karl Kaufmann, Reichsstatthalter von Hamburg                   |
| WK XI Hannover    | Rudolf Jordan, Reichsstatthalter von Braunschweig und Anhalt   |
| WK XII Wiesbaden  | Jakob Sprenger, Reichsstatthalter von Hessen                   |
| WK XIII Nürnberg  | Adolf Wagner, bayerischer Innenminister, Gauleiter von München |
| WK XVII Wien      | Josef Bürckel, Gauleiter von Wien                              |
| WK XVIII Salzburg | Friedrich Rainer, Reichsstatthalter von Salzburg und Kärnten   |

## Neuordnung 1942
Die Verordnung vom 1. September 1939 wurde mehrmals revidiert, da die Wehrkreise sich mit verschiedenen Gauen, Ländern und Provinzen überschnitten. Kompetenzkonflikte mit machtbewussten Gauleitern, die nicht zum Reichsverteidigungskommissar ernannt worden waren, waren daher vorprogrammiert. Um diese im Laufe des Kriegs immer schärfer werdenden Konflikte zu entschärfen, wurden in der „Verordnung über die Reichsverteidigungskommissare und die Vereinheitlichung der Wirtschaftsverwaltung“ vom 16. November 1942 die Parteigaue zu Reichsverteidigungsbezirken (RVB) gemacht. Jeder Gauleiter war nun demnach automatisch Reichsverteidigungskommissar und aus 18 RVB wurden schlagartig 42 bzw. 43 RVB.

## Endphase des Krieges
Gerade in der Endphase des Krieges trug das Amt des Reichsverteidigungskommissars erheblich zur Machtausweitung der Gauleiter und der NSDAP gegenüber den staatlichen Stellen bei. Die Autonomie und Machtfülle der Reichsverteidigungskommissare gegenüber dem Staat wurde durch ihre Einbindung in den totalen Krieg, den Joseph Goebbels als „Reichsbevollmächtigter für den totalen Kriegseinsatz“ am 25. Juli 1944 forderte, noch gesteigert. Der Reichsverteidigungskommissar wurde damit endgültig zu einem politisch-ideologischen Instrument, das die maximale Mobilisierung aller Ressourcen im Innern angesichts der drohenden Niederlage zum Ziel hatte.